# Bernhard Lang (teolog)
Bernhard Lang (n. 12 iulie 1946, Stuttgart, Germania) este un teolog catolic german. El nu trebuie confundat cu teologul protestant din Stuttgart Bernhard Lang (n. 1936). 

## Biografie
Lang a obținut în 1975 titlul de doctor în teologie al Universității din Tübingen, iar în 1977 a devenit doctor habilitat al Universității din Freiburg im Breisgau. A lucrat ca profesor de Vechiul Testament la Universitatea din Tübingen (1977-1982), la Universitatea din Mainz (1982-1985) și la Universitatea din Paderborn (1985-2011).
A fost profesor invitat la Universitatea Temple din Philadelphia în 1982, la École des Hautes Études en Sciences Sociales din Paris în 1991, la Sorbona în 1992/1993 și la Universitatea Saint Andrews în 1999/2003. 
În 2008 a devenit doctor honoris causa al Universității Aarhus din Danemarca.
Lucrarea Der Himmel. Eine Kulturgeschichte des ewigen Lebens (1990), elaborată împreună cu Colleen McDannell, un eseu pe tema apologeticii creștine, a avut parte de un mare succes și a fost publicată de editura Random House în colecția Vintage Books.

## Opera
- Wie wird man Prophet in Israel? Aufsätze zum Alten Testament. Düsseldorf: Patmos, 1980, ISBN: 3-491-77377-6.
- ca editor: Der einzige Gott. Die Geburt des biblischen Monotheismus. München: Kösel, 1981, ISBN: 3-466-20216-7.
- împreună cu Colleen McDannell: Der Himmel. Eine Kulturgeschichte des ewigen Lebens (= Edition Suhrkamp. Bd. 1586). Frankfurt pe Main: Suhrkamp 1990, ISBN: 3-518-11586-3. Orig.: Heaven. A History. Londra, New Haven: Yale University Press, 1988.
- Die Bibel. Eine kritische Einführung. Paderborn: Schöningh, 1990, ISBN: 3-8252-1594-6; 2. Auflage 1994, ISBN: 3-506-99409-3.
- Die Bibel neu entdecken. Drewermann als Leser der Bibel. München: Kösel, 1995, ISBN: 3-466-20393-7.
- Heiliges Spiel. Eine Geschichte des christlichen Gottesdienstes. München: Beck, 1998, ISBN: 3-406-44075-4.
- Jahwe, der biblische Gott. Ein Porträt. München: Beck, 2002, ISBN: 3-406-48713-0.
- Die Bibel. Frankfurt pe Main: Fischer, 2004, ISBN: 3-596-16126-6.
- Joseph in Egypt: A Cultural Icon from Grotius to Goethe. Londra: Yale University Press, 2009, ISBN: 978-0-300-15156-5.
- Jesus, der Hund. Leben und Lehre eines jüdischen Kynikers. München: Beck, 2010, ISBN: 978-3-406-60629-8.
- Die 101 wichtigsten Fragen. Die Bibel. München: Beck, 2013, ISBN: 978-3-406-65299-8.
- împreună cu Anton Grabner-Haider: Was bleibt vom christlichen Glauben? Glaubenskulturen im 21. Jahrhundert. Paderborn: Schöningh, 2015, ISBN: 978-3-506-78218-2.
- Philo von Alexandria: Das Leben des Politikers oder Über Josef. Eine philosophische Erzählung. Übersetzt und eingeleitet von Bernhard Lang. Göttingen: Vandenhoeck & Ruprecht, 2017, ISBN: 973-3-525-53468-7.
- Religion und Literatur in drei Jahrtausenden. Hundert Bücher. Paderborn: Schöningh, 2018, ISBN: 978-3-506-79227-3.

## Legături externe
- de Bernhard Lang în Catalogul Bibliotecii Naționale a Germaniei (Informații despre Bernhard Lang • PICA • Căutare pe site-ul Apper)